# Thorstanus Erici
Thorstanus Erici, död 1625 i Skövde stadsförsamling, Västergötland, var en svensk präst.

## Biografi
Thorstanus Erici blev 1578 kyrkoherde i Fässbergs församling och 1621 kyrkoherde i Skövde stadsförsamling. Han avled 1625 i Skövde stadsförsamling.

### Familj
Thorstanus Erici var gift och fick barnen Andreas Thorstani i Rackeby församling, Christina som var gift med kyrkoherden Laurentius Andreæ Grotte i Tunhems församling.